# División de Honor de la Liga Metropolitana de Deportes 1922
La División de Honor de la Liga Metropolitana de Deportes 1922 fue la 9.º edición de la máxima categoría de la Liga Metropolitana de Deportes, competición de fútbol oficial amateur de Santiago de Chile, correspondiente a la temporada 1922. Jugado hasta enero de 1923.
Su organización estuvo a cargo de la Liga Metropolitana de Deportes y contó con la participación de 10 equipos. La competición se disputó con el sistema de todos contra todos.
El campeón de aquella edición fue Gold Cross de Santiago.

## Equipos
En esta edición participaron 10 equipos, todos de Santiago de Chile.
| Equipo              |
| ------------------- |
| Dublín              |
| English             |
| Escuela de Aviación |
| Green Cross         |
| Gold Cross          |
| Maestranza          |
| Primero de Mayo     |
| Santiago National   |
| Unión Argentina     |
| Zenteno             |

## Clasificación
| Pos. | Equipo                   |
| ---- | ------------------------ |
| 1    | Gold Cross               |
| 2    | Dublín y Primero de Mayo |
| 3    | Santiago National        |
| 4    | Escuela de Aviación      |
| 5    | Unión Argentina          |
| 6    | Zenteno                  |
| 7    | Maestranza               |
| 8    | Green Cross              |
| 9    | English                  |

|                    |
| Campeón Gold Cross |
| 1.er título        |